# Calgary Herald
Die Calgary Herald ist eine Tageszeitung in Calgary, Alberta, Kanada. Die Zeitung erschien das erste Mal im Jahr 1883 und wird von Postmedia Network im Broadsheet-Format aufgelegt, die mehrere Zeitungen für verschiedene Städte produziert. Die Zeitung ist die größte Tageszeitung in der Provinz Alberta und wird an Zeitungsständen, Supermärkten und durch Heimlieferungen vertrieben.